# Jimmy Vee
Jimmy Vee (n. Escocia, Reino Unido) es un actor británico que padece enanismo, midiendo solo 1,12 (3'8") m de altura. 
Apareció en la popular serie Doctor Who, actuando como varios alienígenas y también ha aparecido en 11 episodios de su spin-off; The Sarah Jane Adventures. Desde 2017 es el nuevo intérprete del personaje R2-D2 en la saga de Star Wars, en reemplazo de Kenny Baker, quien falleció en 2016.

## Filmografía
| Año       | Título                                      | Papel                                 | Notas                                                                                  |
| --------- | ------------------------------------------- | ------------------------------------- | -------------------------------------------------------------------------------------- |
| 2001      | Weirdsister College                         |                                       | Episodio: "The Gargoyle"                                                               |
| 2005-2007 | Doctor Who                                  | Bannakaffalatta/Alien/Moxx de Balhoon | Episodios: "El fin del mundo", "Alienígenas en Londres" y "El viaje de los condenados" |
| 2007      | Skins: Secret Party                         | Digger                                | Corto                                                                                  |
| 2007-2010 | The Sarah Jane Adventures                   | El Graske                             | 11 episodios                                                                           |
| 2008      | Doctor Who: Music of the Spheres            | El Graske                             | Corto de TV                                                                            |
| 2009      | Doctor Who at the Proms                     | El Graske                             | Película para TV                                                                       |
| 2009      | Kilt Man                                    | Midget                                | Corto                                                                                  |
| 2015      | Pan                                         | Lofty                                 |                                                                                        |
| 2016      | Rogue One: una historia de Star Wars        | R2-D2                                 | Cameo                                                                                  |
| 2017      | Star Wars: Episodio VIII - Los últimos Jedi | R2-D2                                 | Secundario                                                                             |
| 2019      | Rocketman                                   | Arthur                                | Secundario                                                                             |